# New British Sculpture

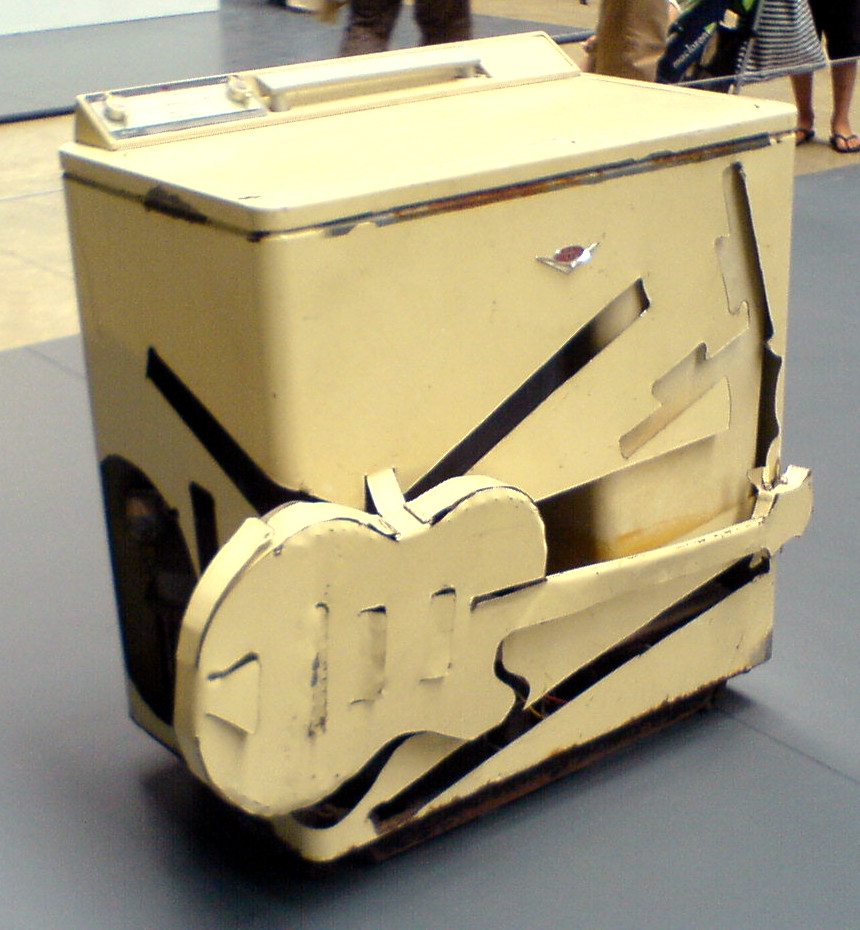
Twin Tub with a Guitar (1981), par Bill Woodrow, un exemple d'œuvre de la New British Sculpture

New British Sculpture est le nom donné à un collectif d'artistes, sculpteurs et auteurs d'installations qui ont commencé à exposer ensemble à Londres, au début des années 1980, et comprenant Edward Allington, Stephen Cox, Tony Cragg, Grenville Davey, Richard Deacon, Barry Flanagan, Anthony Gormley, Shirazeh Houshiary, Anish Kapoor, Julian Opie, Boyd Webb, Richard Wentworth, Rachel Whiteread, Alison Wilding et Bill Woodrow. 
Tim Woods a caractérisé le mouvement en identifiant quatre thèmes principaux, « (a) une synthèse de pop et de kitsch, (b) un bricolage (assemblage) de l'environnement urbain au Royaume-Uni en décomposition et le gaspillage de la société de consommation, (c) l'exploration de la manière dont les objets sont assignés à des significations, et (d) un mélange de couleurs, d'esprit et d'humour ».  Un défenseur précoce du groupe était le marchand d'art Nicholas Logsdail qui a exposé la plupart des artistes à sa Lisson Gallery .